# Hunger Games
Hunger Games je knižní série s antiutopickými prvky pro mládež, kterou napsala americká spisovatelka Suzanne Collinsová. Skládá se z trilogie, která sleduje příběh Katniss Everdeenové, a dvou prequelů. Odehrává se v dystopickém Panemu, který se skládá z bohatého Kapitolu a 13 krajů. Každý rok jsou vylosovány dvě děti – chlapec a dívka – z 12 krajů, aby bojovaly na život a na smrt v aréně v televizní reality show Hunger Games, která může mít jen jednoho vítěze.
Romány nesou názvy The Hunger Games (2008, česky Aréna smrti, 2010), Catching Fire (2009, česky Vražedná pomsta, 2010) a Mockingjay (česky Síla vzdoru, 2011). Každá z knih byla zfilmována, poslední díl trilogie byl rozdělen do dvou částí.
V roce 2020 byl vydán první prequel nazvaný The Ballad of Songbirds and Snakes (česky Balada o ptácích a hadech, 2020), který popisuje události během 10. Hladových her, kdy se jich jako trenér účastnil budoucí prezident Coriolanus Snow. Další prequel z roku 2025 Sunrise on the Reaping (česky Úsvit sklizně, 2025) sleduje Haymitche Abernathyho na jeho cestě k vítězství na 2. Čtvrtohrách (50. Hladových hrách).

## Inspirace a vznik trilogie
Podle autorky se zrodila idea díla ve chvíli, kdy přepínala televizní programy mezi soutěžními reality show a válečnými zprávami přímo z bojiště. Odkazuje se také na řecký mýtus o Theseovi a Minotaurovi, podle něhož bylo město Atény nuceno poslat každých devět let na Krétu sedm mužů a sedm žen jako oběť Mínotaurovi. Podobně je tomu v zemi Panem v trilogii Hunger Games.
Ihned po dokončení první knihy dostala Suzanne Collinsová od nakladatelství Scholastic smlouvu na šestimístnou sumu na celou trilogii. Už během prvního roku se prodalo jen v Severní Americe přes 1,5 milionu výtisků. Licence na překlad již byla prodána do 37 zemí světa.
V českém překladu Zdíka Duška vyšly všechny knížky za nakladatelství Fragment.

## Knihy
Trilogie Hunger Games (Hladové hry) je zasazená do neupřesněného času v budoucnosti. Severní Amerika byla ve válce zničena. Nově vzniklá země Panem sestává z bohatého Kapitolu a třinácti okolních krajů, o poznání chudších. Kapitol vládne tvrdou rukou, což se krajům nelíbí, a proto povstanou. Kapitolu se povede kraje uklidnit, ale jako trest za rebelie zničí a vyhladí třináctý kraj. Navíc zavede, že je každoročně v každém kraji losem vybrána jedna dívka a jeden chlapec ve věku od 12 do 18 let, kteří se zúčastní Hladových her. V přímém přenosu pak tito splátci bojují na život a na smrt v nebezpečné aréně, dokud nezbude jen jediný přeživší vítěz.

### Trilogie

#### Aréna smrti
Příběh sleduje osud šestnáctileté Katniss Everdeenové, dívky z chudého dvanáctého kraje. Kniha začíná Dnem sklizně k 74. ročníku Hladových her, kdy jsou vybírání dva splátci z každého kraje. Z děvčat je vylosována mladší sestra Katniss Primrose. Katniss ví, že dvanáctiletá Prim by neměla v aréně šanci, a tak se místo ní dobrovolně přihlásí. Z chlapců je vybrán Peeta Mellark, pekařův syn, který kdysi zachránil Katnissinu rodinu před vyhladověním.
Katniss a Peeta se dostávají do honosného Kapitolu, kde se setkávají se svými protivníky. Před tím, než vstoupí do arény a reality show začne, jsou účastníci veřejně představeni publiku. V přímém přenosu se Peeta přizná k dlouholeté, neopětované lásce ke Katniss. Katniss je přesvědčena, že Peeta se tak snaží získat přízeň u publika, která může být pro přežití rozhodující, neboť sponzoři mohou svým favoritům posílat dary.
Katniss v aréně přežívá díky umění lovu a orientace v terénu. Počet protihráčů se každým dnem snižuje, Katniss a Peeta ale zůstávají naživu. Díky zamilovanému obrazu Katniss a Peety se mění pravidla a uprostřed her je oznámeno, že vítězem může být i pár ze stejného kraje. Katniss se vydá hledat zraněného Peetu, společně čelí nástrahám svých protivníků i tvůrců reality show. Katniss a Peeta využijí toho, že působí jako zamilovaný pár, aby získali větší popularitu a tím také přízeň sponzorů.
Na závěr hry nakonec oba přežijí, a když jsou v aréně jediní naživu, už si myslí, že se dočkali konce. Kapitol však opět mění pravidla a snaží se Katniss a Peetu přinutit, aby ve velkém finále usilovali jeden druhému o život, neboť vítěz může být jen jeden. Oba následně pohrozí spolykáním jedovatých bobulí v naději, že Kapitol bude mít přece jen raději dva vítěze než žádného, a tato lest jim skutečně vyjde. Katniss a Peeta jsou tedy na konci prvního dílu trilogie prohlášeni za vítěze 74. ročníku Hladových her.
Katniss, která doufala, že ji po Hrách čeká poklidný život, se na konci knihy dozvídá, že její léčka vyvolala v prezidentovi Snowovi zlost, a že nejen ona je v ohrožení.

#### Vražedná pomsta
Zoufalý čin Katniss na konci Hladových her nemůže zůstat nepotrestaný. Lidé milují Katniss a Peetu, kteří se před kamerami tváří jako zamilovaný pár, ti však ve skutečnosti mezi sebou moc nevycházejí. Kapitolané pár zbožňují a skrytého významu jejich činu si nevšímají, ostatní kraje se ale začínají bouřit. Prezident Snow musí jednat rychle. Katniss doufá, že svatba s Peetou její zločin vůči Kapitolu odčiní, situace se ale vyvíjí jinak. Přichází 75. ročník Hladových her neboli třetí Čtvrtohry, do nichž jsou splátci vylosováni ze žijících vítězů her. Tím se Katniss s Peetou vracejí zpět do arény. Katniss do ní vstupuje s jediným posláním – udržet Peetu naživu, aby se mohl vrátit domů. V průběhu her zjišťuje, že není jediná, kdo se snaží chránit Peetu, a moc tomu nerozumí.
Záhada se vyjasňuje, když na pokyn splátce ze třetího kraje Dioda Katniss zničí ochranné silové pole kolem arény. Poté ji společně s Diodem a splátcem ze čtvrtého kraje Finnickem Odairem vyzvedává vznášedlo s jejím instruktorem Haymitchem a vrchním tvůrcem her Plutarchem Heavensbeem, kteří jí zachraňují život po výbuchu silového pole. Společně odlétají do třináctého kraje, místa, kde se kdysi těžil grafit a které bylo údajně před 75 lety Kapitolem zničeno, obyvatelé ale přežívají v podzemí. Peeta se zbylými splátkyněmi ze 7. a 2. kraje Johannou Masonovou a Enobarií zůstali v Kapitolu. Katniss propadá zoufalství. Ke konci knihy se od svého loveckého přítele z domova Hurikána dozvídá, že byl jejich kraj srovnán se zemí.

#### Síla vzdoru
Katniss je po úniku z arény dezorientovaná a závislá na lécích. Každý den ji doprovázejí noční můry a je téměř všemi považována za blázna. Z dvanáctého kraje přežilo asi 800 lidí, na jejichž záchraně má velký podíl Hurikán. Všichni dostali občanství ve třináctém kraji, jsou v bezpečí a je o ně postaráno. Vzbouřenci se snaží Katniss přemluvit ke spolupráci. Ta se pak stává reprodrozdem, jehož úloha spočívá ve sjednocení všech krajů proti Kapitolu. Má za to několik podmínek, z nichž jedna je imunita pro splátce, kteří zůstali v aréně a byli zajati (Peeta, Johanna, Enobaria; společně s Finnickovou přítelkyní Annií, jež nebyla splátkyní ve Čtvrtohrách, ale jednou z dřívějších vítězek her), v případě, že válku vyhrají.
Jako reprodrozd natáčí se štábem, Hurikánem a Finnickem tzv. proklamy, se kterými se pak Diod nabourává do kapitolského televizního vysílání. Prezident Snow na to reaguje využíváním Peety proti Katniss taktéž přes televizní obrazovku. V jednom z rozhovorů varuje Peeta třináctý kraj před zničením, za což je krutě potrestán. Prezidentka třináctého kraje Coinová vyhlašuje celkovou evakuaci a následně se ukazuje, že Peetova slova byla pravdivá. Po skončení útoku se štáb vydává na povrch k natočení další proklamy, přičemž se ale Katniss a pak i Finnick fyzicky a psychicky zhroutí. Všichni dochází k tomu, že aby reprodrozd zase fungoval, je třeba zachránit Peetu. Hurikán a další dobrovolníci se vydávají tajně do Kapitolu, kde nakonec úspěšně vyzvednou všechny zajatce. Peeta pak nejen, že nepřinese Katniss žádné potěšení, ale chce ji dokonce zabít. Vychází tak najevo, že byl v Kapitolu podroben proměně, kdy mu pokroutili všechny vzpomínky na Katniss. Ta ze zoufalství vyráží do druhého kraje, posledního, který ještě není ovládán vzbouřenci. Ke konci dobývání je Katniss postřelena, ve třináctce je u ní diagnostikována prasklá slezina a pohmožděná žebra. Právě v tu chvíli se ovšem chystá výprava přímo do Kapitolu. Katniss se s Johannou i přes svůj špatný zdravotní stav rozhodují jít na výcvik vojáků. Konečný test způsobilosti k výpravě Katniss úspěšně absolvuje, Johanna ale zkolabuje a je přesunuta do nemocnice.
Po nějaké době je do Kapitolu poslán i Peeta. Katniss zjišťuje, že ji prezidentka Coinová vnímá jako hrozbu a pravděpodobně chce, aby ji Peeta zabil. Jejich jednotka míří postupně do města, Peeta pak nevědomky zabíjí jednoho ze členů jednotky. Na cestě k prezidentskému paláci taktéž umírá Finnick a několik dalších vojáků. Těsně před cílem je naživu už jen Katniss, Peeta, Hurikán a dva členové štábu. U paláce pak vybuchnou dvě vlny bomb, které zabijí její sestru Prim, jež tu fungovala jako zdravotnice. Katniss je ošklivě popálená. Starají se o ni doktoři z Kapitolu, a po shledání s Cetkií, o níž si myslela, že byla popravena, jí prezidentka Coinová sděluje, že smí osobně popravit prezidenta Snowa. Je také svolána schůzka vítězů her, na níž je se souhlasem většiny rozhodnuto o uspořádání posledních symbolických Hladových her s potomky těch, kteří měli největší moc.
Po krátkém rozhovoru se Snowem v jeho domácím vězení Katniss přichází na to, že Prim nezemřela kvůli němu, nýbrž kvůli Coinové, která bomby seslala. Ve chvíli popravy, stojící na terase před Snowem a s lukem v ruce, si na to pak Katniss vzpomíná. Její šíp se tedy nezabodává do srdce Snowa, ale Coinové. Snow nakonec zemřel buď udušením vlastní krví nebo udupáním davem. 
Katnissin dlouhý soudní proces pro ni končí dobře díky psychiatrovi, který ji vykreslil jako pomatenou. S Haymitchem se vrací do dvanáctého kraje. Hurikán dostává práci v kraji druhém a Katnissina matka ve čtvrtém zakládá nemocnici. O několik měsíců později přichází zpět i Peeta. S Katniss se opět sbližují, ona poznává, že je pro ni ten pravý a o patnáct let později se nechává přemluvit k založení rodiny. Mají spolu dvě děti.

### Prequely

#### Balada o ptácích a hadech
Děj se odehrává 64 let před první knížkou a popisuje příběh 18letého Coriolanuse Snowa. Ten má za úkol trénovat Lucy Gray, dívku z 12. kraje, která se chystá na boj v 10. Hladových hrách. Pokud by se jí podařilo vyhrát, získal by stipendium, které by pokrylo jeho univerzitní vzdělání, jelikož rodina Snowů během války přišla o většinu svého majetku a přežívá v chudobě. Snow je zprvu zklamán, že dostal splátce z nejhoršího kraje, ale během sklizně, kdy uvidí Lucy zpívat, zjistí, že by mohla uspět. Během tréninků se do Lucy zamiluje a musí se rozhodnout, jestli dá přednost jí, nebo slibné politické kariéře.

#### Úsvit sklizně
Děj se odehrává 24 let před první knížkou a popisuje příběh 16letého Haymitche Abernathyho během padesátých her (druhých Čtvrtoher), které vyhrál. Haymitch se her zúčastnit původně neměl, byl ale vybrán jako náhradník, když se jeden ze splátců pokusil o útěk a byl zastřelen. Jeho trenéry se stávají Dratkie z třetího kraje a Mags ze čtvrtého kraje. Během výcviku se seznámi s Diodem a jeho synem Ampertem, kteří mu prozradí svůj plán na sabotování arény, s čímž mu pomáhá i kameraman Plutarch Heavensbee. V aréně Haymitch opouští své spojence a vydává se odpálit podzemní nádrž s vodou, což arénu poškodí, ale nezničí. Poté nalezne na okraji arény generátor chráněný silovým polem, který se po závěrečném souboji o život pokusí vyhodit do povětří.
Jakožto poslední přeživší se Haymitch probudí v Kapitolu a musí se účastnit řady veřejných představení, během kterých zjišťuje, že jeho činy v aréně jsou divákům představovány v odlišné podobě a že jeho rebelské chování bylo zcela vymazáno. Po návratu do dvanáctého kraje nachází svůj domov i s rodinou v plamenech. Poté se setkává se svou láskou Lenorou Dove, kterou ale omylem otráví bonbonem. Zdrcený Haymitch se uchyluje do izolace ve vesnici vítězů.

## Hlavní postavy

### Katniss Everdeenová
Šestnáctiletá černovláska se šedýma očima a olivovou pletí z dvanáctého kraje. Je spíše tichá, ale obecně ve svém okolí oblíbená hlavně pro schopnost obětovat se pro blaho ostatních. Je dobrou lovkyní, lukostřelkyní, sběračkou a stopařkou – to vše se naučila v dětství od svého otce. Po něm má také talent pro zpěv. Po otcově smrti při výbuchu v dole se Katniss od svých 11 let sama stará o rodinu, o kterou se zhroucená matka postarat nedokáže. Ve chvíli, kdy je do Hladových her vylosována její mladší sestra, se bez přemýšlení dobrovolně obětuje a přihlásí na její místo. Její typickou zbraní je luk.

### Peeta Mellark
Šestnáctiletý splátce z dvanáctého kraje. Je spíš podsadité postavy s popelavě blonďatými vlasy, které mu spadají ve vlně do čela, a má modré oči. Je synem městského pekaře a sám umí výborně péct, což mu v aréně přináší nečekaně velké výhody. Hned po příjezdu do Kapitolu se také ukazuje jeho nadprůměrná schopnost zapůsobit na publikum a manipulovat s ním. Hned na začátku odhaluje dávnou lásku ke Katniss, která trvá od jeho pěti let. Ve třetím díle trilogie je jeho láska nabourána mučením Snowa. Kvůli jedu sršáňů se obracejí jeho vzpomínky na Katniss ve zlo. Ve třináctém kraji se snaží tento stav zvrátit s pomocí morfionu. Peeta se nakonec téměř vyléčí. I tak má občas pocit strachu, že ztratí sám sebe.

### Gale/Hurikán Hawthorne
Katnissin nejlepší kamarád a společník při loveckých výpravách. Je mu 18 let a stejně jako Katniss má tmavé vlasy a modré oči. Tvoří nerozlučnou dvojici. Předtím, než se Katniss nabídla jako dobrovolnice pro Hunger Games, ji přemlouval ke společnému útěku. Když se Katniss vydá do arény bojovat o svůj život, Gale slíbí, že se postará o její matku a sestru.

### Haymitch Abernathy
Muž středního věku, který vyhrál 50. ročník Hunger Games. Výhra mu zajistila dobré živobytí. Jako jediný přeživší účastník Hunger Games z 12. kraje se stává mentorem Peety a Katniss v přípravě na vstup do arény. Často je sarkastický, nikdy ne střízlivý, což Katniss do značné míry rozčiluje. Když je však přinucen k aktivitě, nabídne dvojici skutečně dobré rady především ohledně strategie a přežití v terénu. Má světlé vlasy a modré oči.

### Coriolanus Snow
Hlavní záporná postava série. Je autokratickým vládcem Kapitolu a celého Panemu. Miluje růže a jeho dech je cítit po krvi. S Katniss jsou úhlavní nepřátelé. Finnick ve 3. díle prozrazuje, že prezident se k moci dostal používáním jedů.

### Primrose „Prim“ Everdeenová
Mladší sestra Katniss. Objevují se v ní vlohy pro zdravotnictví. Ve 13. kraji dostává šanci studovat na doktorku. Umírá v Kapitolu při záchranné akci dětí, kdy opětovně vybuchují bomby a jedna z nich zasáhne i Prim. Je to dvanáctiletá blondýna s modrýma očima.

### Pryskyřník
Kocour, který patřil Primrose Everdeenové. Prim ho pojmenovala Pryskyřník, protože jeho žlutý kožich má barvu jako tato rostlina. Nesnáší Katniss kvůli jejímu pokusu ho utopit v kbelíku, Katniss ho nesnáší taky. Když ho Katniss začala krmit vnitřnostmi ze svých úlovků z lesa, přestal na ni syčet. Pryskyřník je dobrý chytač myší a občas chytí krysu.

### Routa
Dívka z 11. kraje, splátkyně v 74. Hladových hrách. Bojuje po boku Katniss, dokud není zabita. Je jí dvanáct let, má snědou pleť, tmavé vlasy a zlatavě hnědé oči. Velmi se podobá Katnissině mladší sestře Prim, což bylo logicky důvodem, proč se Katniss rozhodla vytvořit spojenectví právě s ní. Její zbraní byl prak.

### Cinna
Katnissinym vizážista, kterého ve druhém díle nechal popravit prezident Snow. Mimo krásných šatů a kostýmů navrhl Katniss také uniformu reprodrozda. Tento návrh se však Katniss dostal do rukou až po jeho smrti.

### Finnick Odair
24letý vítěz ze 4. kraje, vyhrál 64. ročník Hunger Games. Ve druhém díle se vrací do arény společně s Katniss a Peetou. Je neobyčejně krásný a povídá se o něm, že je to velký milovník žen. Pravda je taková, že ho využívá prezident Snow a tak se pod výhrůžkou smrti jeho lásky Annie prodává Kapitolským ženám, které mu platí tajemstvími. Ve třetím díle si bere Annie, bohužel ale při misi v Kapitolu umírá. Jeho zbraní byl trojzubec a síť, kterou házel na splátce a poté je probodával trojzubcem.

### Annie Cresta
20letá vítězka ze 4. kraje, vyhrála 70. Hladové hry. Ve druhém díle je vylosována, aby se vrátila zpět do arény. Za ní ale nastupuje dobrovolně 80letá splátkyně Mags, aby jí zachránila život. Annie je psychicky narušená.

### Diod Latier
Vítěz Hladových her a účastník 3. Čtvrtoher, ze kterých se mu podaří uprchnout, aby mohl pomáhat ve 13. kraji.

### Johanna Masonová
Splátkyně ze 7. kraje. Ve druhém díle se spojuje v aréně s Katniss, Peetou a Finnickem. Po výbuchu silového pole je však zajata Kapitolem a mučena topením ve vodě. Kvůli tomu má následně panický strach z vody. Její charakteristickou zbraní je sekera. Má hnědé vlasy na ježka a hnědé oči.

### Alma Coinová
Prezidentka ve 13. kraji. Využívá Katniss ke svým záměrům a zároveň přemýšlí, jak se jí zbavit. Katniss jako reprodrozd má totiž na lidi mnohem větší vliv než ona sama a v některých rozhodnutích je téměř stejně krutá jako prezident Snow.

### Cetkie Trinketová
Moderátorka Hladových her pro dvanáctý kraj. Jejím úkolem je vylosovat splátce za 12. kraj a následně o ně pečovat až do vstupu do arény. V případě vítězství se o splátce stará i při vítězném tažení. Je velmi sebevědomá a hlavně znechucená tím, že se musí starat o splátce z dvanáctého kraje. Raději by se dostala do kraje, kde mají splátci větší šanci na výhru. V závěrečném díle pomáhá Katniss a ostatním při boji proti Kapitolu.

### Cressida
Režisérka Kapitolu, která se připojila k povstání společně se svým štábem, Castorem, Polluxem a Messallou, a zamířili do 13. kraje, když utekli z Kapitolu. Cressida následovala Katniss Everdeenovou po celém Panemu při povstání s cílem podpořit sílu a morálku rebelů.

## Prostředí
Panem je země, která „vyvstala z popela“, a kdysi bývala Severní Amerikou. Tvoří ji dvanáct krajů a Kapitol (třináctý kraj byl zničen během posledního povstání). Kapitol je podle náznaků situován přibližně v oblasti Skalnatých hor. Dvanáctý kraj je oblastí uhelných dolů, mnohé naznačuje, že v oblasti Apalačského pohoří na východě Spojených států. Ostatní kraje konkrétně umístěny nejsou, podle autorky však číselné označení nijak neevokuje rozmístění. Světadíl je vinou série přírodních katastrof z velké části změněn a nelze si ho představovat v dnešní podobě.
Čím jsou kraje vzdálenější od Kapitolu, tím nižší je životní úroveň jejich obyvatel, dvanáctý kraj je tedy tím nejchudším. Liší se i svou velikostí – ve dvanáctém žije pouhých 8 000 obyvatel. Ostatní jsou mnohem větší a zalidněnější.

### Zaměření krajů
Každý kraj má zaměření na určitou věc, kterou poté dodává Kapitolu.
1. kraj – Luxusní zboží, drahé kovy
2. kraj – Stavebnictví, mírotvorci
3. kraj – Továrny, elektronika
4. kraj – Rybolov
5. kraj – Energie – solární, větrná, jaderná
6. kraj – Transport, dopravní prostředky
7. kraj – Dřevo
8. kraj – Textil
9. kraj – Obilí
10. kraj – Chov hospodářských zvířat
11. kraj – Zemědělství
12. kraj – Uhlí, doly (Zničený, viz Catching Fire – Vražedná pomsta)
13. kraj – Kapitolu dříve dodával grafit, ale byl pro výstrahu zničen Kapitolem (Kraj dále existuje tajně v podzemí, viz Mockingjay part 1. – Síla vzdoru část 1.)

## Filmová adaptace
Světová práva na zfilmování a distribuci trilogie filmů získala společnost Lionsgate Entertainment. Hlavní role získali: Katniss Everdeenová – Jennifer Lawrenceová, Peeta Mellark – Josh Hutcherson, Hurikán/Gale Hawthorne – Liam Hemsworth. Na režisérskou židli se posadil Gary Ross. Film slavil obrovský úspěch, po 4 týdny si udržel v kinech největší sledovanost a za tuto dobu dokázal film vydělat 494 milionů dolarů.